# ハイドラ作戦

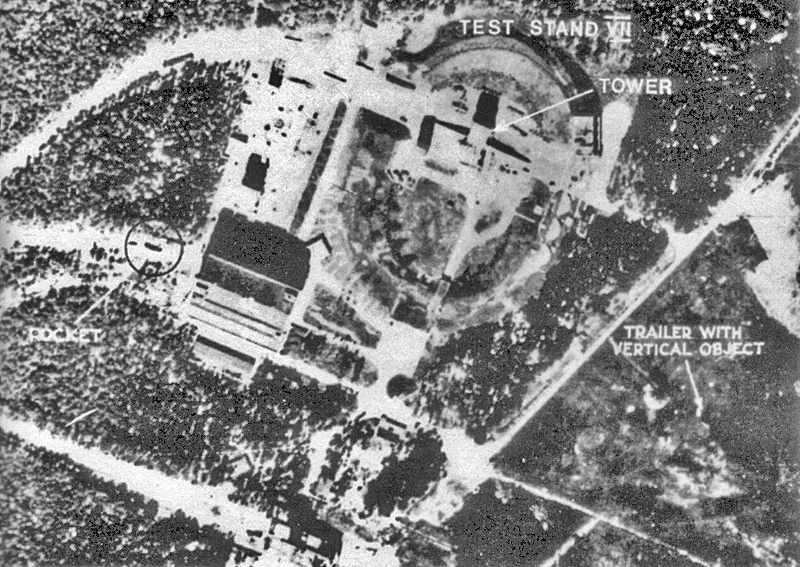
1943年6月12日にイギリス空軍機から撮影されたペーネミュンデ第7試験発射台施設。

ハイドラ作戦（ハイドラさくせん、英語: Operation Hydra）は、イギリス空軍の航空作戦である。

## 概要
1943年8月、イギリス情報局秘密情報部 (MI-6) と特殊作戦執行部(SOE)は、ドイツのV1飛行爆弾及びV2ロケットの開発がバルト海沿岸のペーネミュンデ陸軍兵器実験場で進行していることを確認した。
そこで、1943年8月17日、7個航空群44個中隊597機の爆撃機によるペーネミュンデ爆撃作戦「ハイドラ」が発動された。
イギリス軍の欺騙によって、ドイツ軍はレーダーなどによってイギリス爆撃機を探知したものの、ベルリン方面への攻撃と判断したため、迎撃機を内陸部へ向けてしまった。
加えてオランダのドイツ空軍通信所の警報回線が何者かによって切断されていたため、ドイツ第12航空軍団は何の警報も受けられなかった。
イギリス軍の爆撃機は41機が未帰還となったが、重要施設の破壊、V兵器（報復兵器 (Vergeltungswaffe) の頭文字を取った通称）開発に携わっていた職員約730名が死亡した。死亡者の中には、ロケットエンジンの専門家ヴァルター・ティエルや製造部門の主任技術者エーリッヒ・ヴァルター (Erich Walther) の他、連合国諜報員も巻き込んでいた。
本作戦によってドイツのV兵器開発に多大の影響を与えた。

## 参考図書
- 『歴史群像No.75ハイドラ作戦』学習研究社、2006年